# Astragalus azizii
Astragalus azizii är en ärtväxtart som beskrevs av Maassoumi. Astragalus azizii ingår i släktet vedlar, och familjen ärtväxter. Inga underarter finns listade i Catalogue of Life.